# 廣幡神社
廣幡神社（ひろはたじんじゃ）は三重県三重郡菰野町菰野にある神社。

## 祭神
- 応神天皇、事代主神、他二十八座

## 概要
寛永7年8月15日（1630年9月21日）に当地を治める菰野藩主・土方雄氏によって石清水八幡宮より勧請を受けて以来、同家の鎮守社となる。江戸時代を通して正八幡宮（八幡さん）と呼ばれていたが、明治4年（1871年）に諏訪神社を合祀してからは廣幡神社と号するようになる。
明治40年（1907年）より郷社一村社倭文神、菰野神社、平岡神社、日吉神社、江田神社、須賀神社、豊岡御厨神社、春日神社が合祀され、応神天皇を主祭神に、事代主神他二十八座を奉斉するようになる。

## 祭事・年中行事
- 春季例大祭：4月15日頃
- 秋季例大祭：10月1日〜3日

神輿の渡御、山車練り、舞楽奉納、相撲大会など多くの催事が行われる。

## 所在地・交通
三重県三重郡菰野町大字菰野2770番地
- 近畿日本鉄道湯の山線中菰野駅下車。